# L'Étranger (groupe)
Pour les articles homonymes, voir L'Étranger.
L'Étranger est un groupe de punk rock canadien, originaire de Toronto, en Ontario. Nommé d'après l'ouvrage homonyme d'Albert Camus, le groupe joue un type de punk rock politique inspiré des Clash, et de justice sociale puisée dans la foi catholique,. Le groupe est mieux connu pour son single anti-apartheid One People, l'un des clips les plus diffusés sur ce qu'adviendra plus tard MuchMusic.

## Biographie
L'Étranger est formé en 1980 à Toronto par des amis d'enfance, le chanteur et guitariste Andrew Cash et le bassiste Charlie Angus, avec à leurs côtés le batteur Peter Duffin,,. Cette formation publie un EP six titres, Innocent Hands, en 1982. Les chansons sont composées par Cash et Angus, certains ayant pour thème la politique. À cette période, le groupe joue à divers endroits et clubs de Toronto, régulièrement au Cabana Room du Spadina Hotel. Bruce Meikle, sous le nom de scène Bruce P.M., est recruté pour l'enregistrement d'un deuxième EP, Running Out of Funtown, publié en 1984. Le groupe s'étend ensuite su tout l'Ontario, managé par James Booth.
Angus quitte le groupe pour former Grievous Angels, et est remplacé par Tim Vesely pour le dernier EP du groupe, Sticks and Stones, publié en 1986. Le manuel de l'EP le mentionne comme un membre du groupe qui n'était pas intéressé par cet enregistrement. L'Étranger se sépare à la fin 1986. Cash se consacrera à une carrière solo. Son premier album solo est une réédition de Sticks and Stones. Il enregistrera d'autres albums solo, et jouera au sein du groupe The Cash Brothers.
En 2011, Angus et Cash, désormais impliqués dans la politique, font désormais partie de la Chambre des communes du Canada, comme membres du Nouveau Parti démocratique. Cash perd les élections de 2015, et Angus conserve son siège au parlement.

## Discographie
- 1982 : Innocent Hands (EP)
- 1983 : Running Out of Funtown (EP)
- 1986 : Sticks and Stones